# Egon Börger
Pour les articles homonymes, voir Borger.
Egon Börger, né le 13 mai 1946, né allemand, est un informaticien basé en Italie.

## Biographie
Egon Börger est né à Bad Laer, en Basse-Saxe, Allemagne. Entre 1965 et 1971, il a étudié à la Sorbonne, Paris (France), l'Université Catholique de Louvain et l'Institut Supérieur de Philosophie de Louvain, l'Université de Münster     (Allemagne).
Depuis 1985, il a occupé une Chaire de sciences informatiques à l'Université de Pise en Italie. En septembre 2010, il est élu membre de l'Academia Europaea
Börger est un pionnier de l'application de méthodes logiques dans l'informatique. Il est cofondateur de la série de conférences internationales CSL. 

## Publications
- Egon Börger et Robert Stärk, Résumé de l'État des Machines: Une Méthode de Haut-Niveau du Système de Conception et d'Analyse, Springer-Verlag, 2003.  (ISBN 3-540-00702-4)
- Egon Börger Compilation, de la Complexité, de la Logique (North-Holland, Amsterdam, 1989, traduit de l'allemand d'origine à partir de 1985, Traduction italienne Bollati-Borighieri 1989)
- Egon Börger, Le Classique Problème de Décision (coécrit par E. Graedel et Y. Gurevich), Springer-Verlag, 1997,  (ISBN 3-540-57073-X), 2e Édition "Universitext", Springer-Verlag, 2001,  (ISBN 3-540-42324-9)
- Egon Börger, de Java et de la Machine Virtuelle Java: Définition, de Vérification, de Validation (coécrit par R. Staerk et J. Schmid), Springer-Verlag  (ISBN 3-540-42088-6), 2001